# ریچارد اینگتون
ریچارد اینگتون (انگلیسی: Richard Egington; ۲۶ فوریهٔ ۱۹۷۹ – ) ورزشکار روئینگ اهل بریتانیا بود.
وی در مسابقات کشوری و بین‌المللی در مجموع برندهٔ ۲ مدال طلا، ۱ مدال نقره، ۱ مدال برنز شده‌است.